# Santuario di Valmala
Il Santuario di Valmala si trova nella valle omonima, in provincia di Cuneo. 
Esso sorge su un altopiano posto a 1380 m s.l.m. ed è il più importante santuario della diocesi di Saluzzo.

## Storia
L'illustre e secolare storia di Valmala comprende la presenza documentata dei Cavalieri Templari e quella dei Cavalieri di Malta, di cui tuttavia sono rimaste poche testimonianze evidenti. 
Secondo la tradizione, dal 5 agosto al 20 settembre 1834, nell'altopiano conosciuto come Pian del Chiotto, si verificarono apparizioni della Madonna a quattro pastorelle del luogo. Cronologicamente sarebbero da considerare le prime apparizioni mariane in Europa nel corso dell'Ottocento, precedendo quelle più conosciute di La Salette e di Lourdes. 
Secondo la narrazione tradizionale, il 5 agosto 1834 vi fu la prima delle apparizioni della Madonna a quattro pastorelle: Maria Pittavino (12 anni), Maria Margherita Pittavino (12 anni), Maria Chiotti (12 anni) e Maria Boschero (10 anni).
Oltre alle “quattro Marie”, secondo alcune testimonianze, anche Chiaffredo Pittavino (8 anni), fratello di Maria Margherita, era presente all'avvenimento.
Secondo quanto narrato i pastorelli, con grande meraviglia, videro davanti a loro in piedi una donna dall'aspetto maestoso e giovane, sospesa sopra una lastra di pietra. Vestiva un lungo abito legato da una cintura ai fianchi, di colore rossastro, su cui scendeva dal capo un lungo velo azzurro, trattenuto al collo da un bottone dorato. Appariva sola, con le mani aperte, nell'atteggiamento tradizionale della Madonna quale Madre della Misericordia; il suo atteggiamento era mesto e in lacrime.
Le apparizioni si susseguirono molte volte nell'arco di cinquanta giorni. Secondo quanto narrato, in una di queste la Madonna avrebbe compiuto un giro sul pianoro senza toccare il suolo e lasciando una scia bianca sul terreno, in seguito interpretata come il perimetro del futuro santuario. Le uniche parole della Vergine sarebbero state rivolte a Maria Pittavino, per chiedere la realizzazione sul posto di un pilone votivo e anche per indicare il luogo da dove estrarre la pietra per l'edificazione.
L'anno seguente venne eretto il pilone e fu dipinta l'immagine della Madre della Misericordia.
Il santuario fu completato nel 1851 su progetto dell'architetto Giacomo Galfrè, conglobando sia il primitivo pilone che la cappella realizzata nel 1840.
La prima domenica d'agosto del 1946 Egidio Luigi Lanzo, Vescovo di Saluzzo, incoronò solennemente la Madonna di Valmala come Regina della Diocesi.
Dal 19 marzo al 30 luglio 1949 la statua della Madre della Misericordia, venerata nel santuario, fu scelta per la Peregrinatio Mariæ, e portata in tutte le parrocchie della diocesi. Nell'agosto 1949, in ricordo di questo evento, fu collocata sul piazzale del santuario una statua marmorea raffigurante la Madonna.

## Il santuario diocesano della Madre della Misericordia

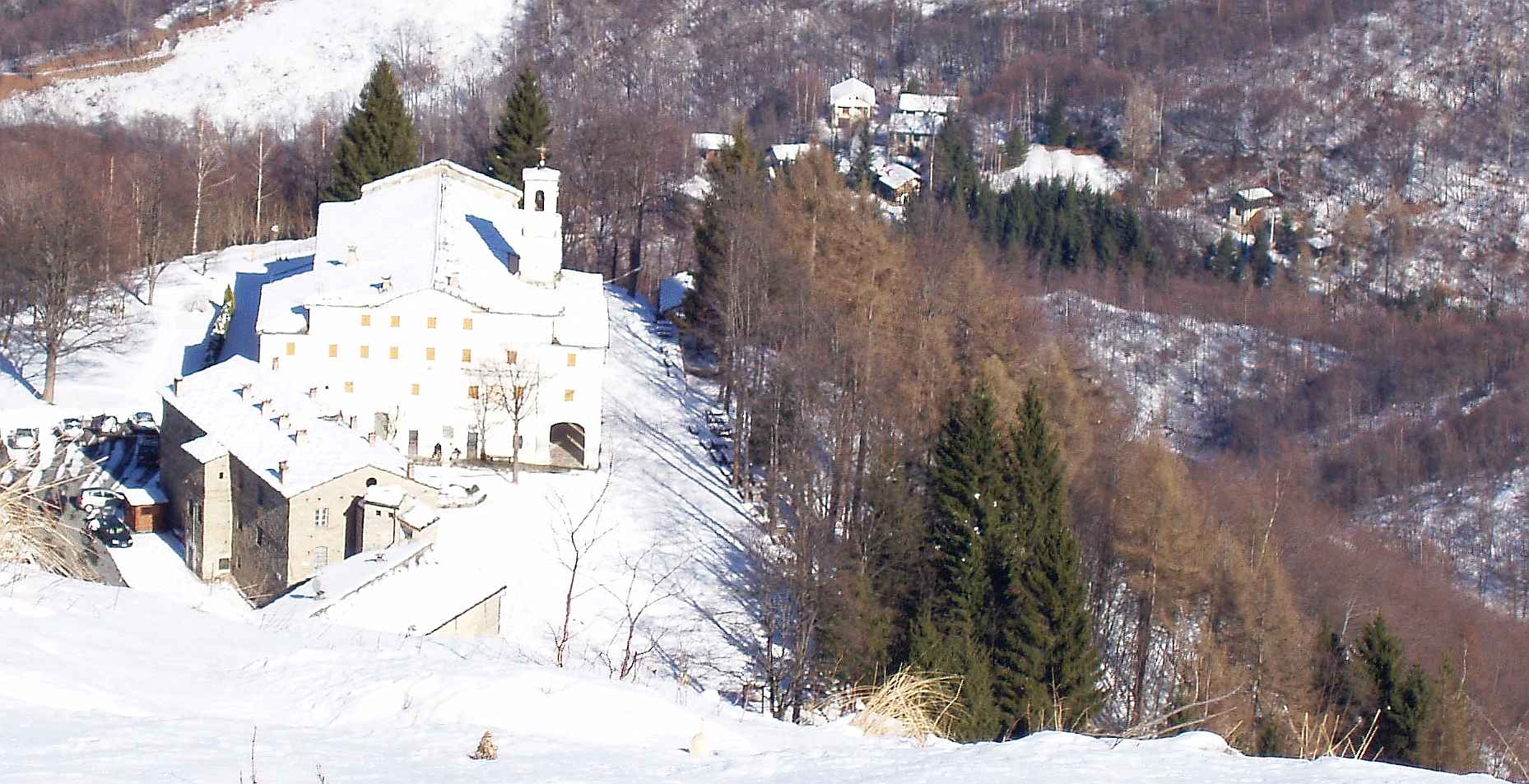
Veduta aerea del santuario.

Il santuario della Madre della Misericordia di Valmala è il santuario principale della diocesi saluzzese e uno dei più noti del Piemonte.
Il complesso è costituito da un sobrio edificio in intonaco bianco con la facciata principale rivolta al paese, comprendente la canonica, la chiesa e un grande porticato, utilizzato in origine per ospitare i pellegrini in visita al santuario. Affacciati sullo stesso piazzale sorgono inoltre, due grandi edifici: il Palazzo Vecchio o Casa del Pellegrino, la cui costruzione risale alla fine dell'Ottocento, e il Palazzo Nuovo realizzato nel 1925, entrambi adibiti all'accoglienza dei visitatori.

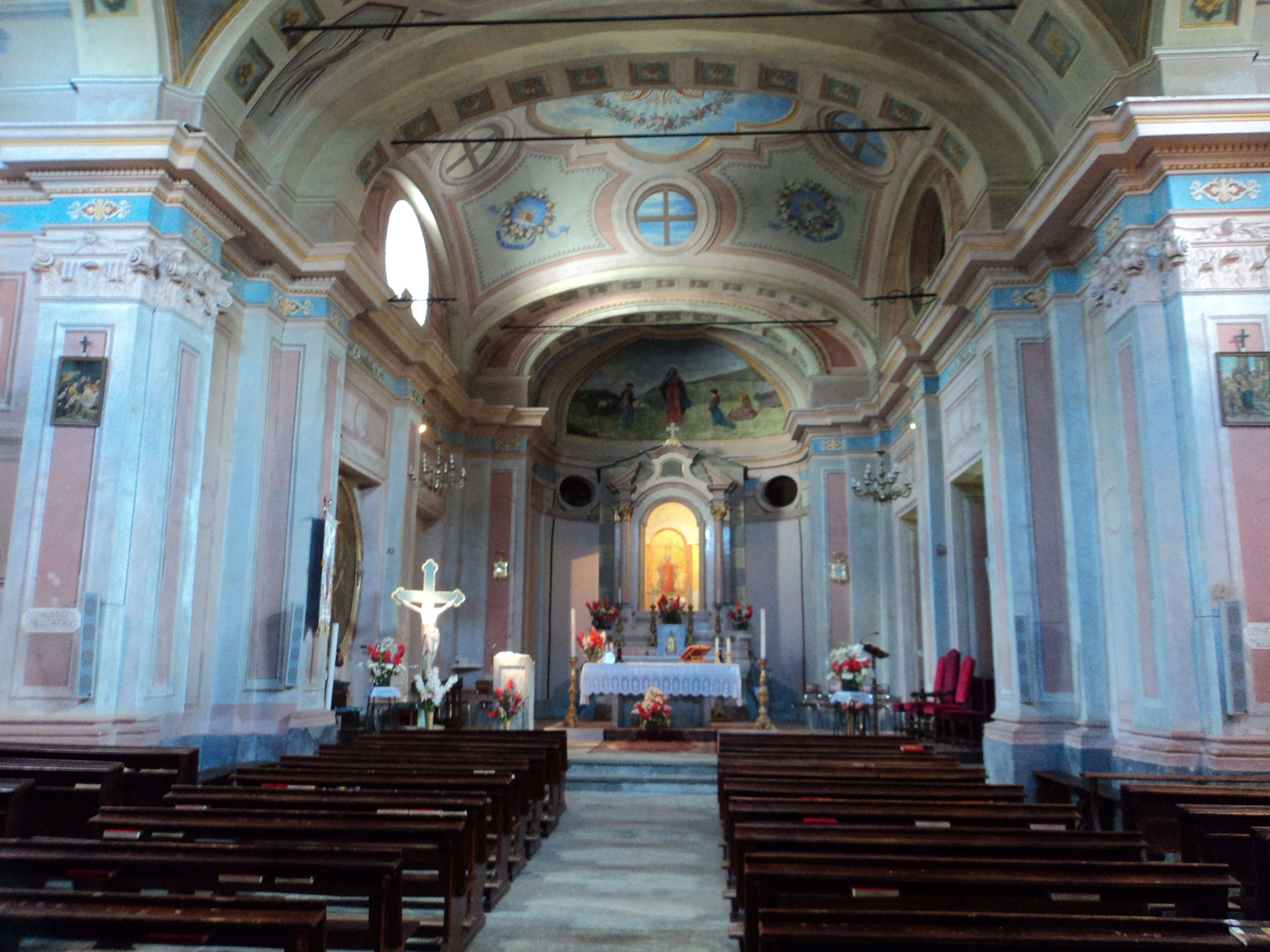
Interno del santuario.

All'interno si può notare il grande affresco dell'abside, opera di ignoto, raffigurante un'espressiva scena dell'apparizione, nonché l'affresco originale del pilone inglobato nella struttura. Sotto l'affresco è conservata la pietra sulla quale sarebbe apparsa la Madonna. 
Fanno parte del patrimonio artistico del santuario i due grandi dipinti firmati Gauteri, parente del pittore artefice del primo pilone sorto nel 1835.
Il santuario è intitolato a Maria Madre della Misericordia. Il titolo si rifà all'individuazione, avvenuta nel 1834, di un quadretto ritraente la Madonna della Misericordia di Savona. L'immagine era posta in vendita su una bancarella del mercato nel vicino paese di Venasca e le pastorelle vi riconobbero la donna loro apparsa.
L'intitolazione del santuario riprende una delle invocazioni delle Litanie lauretane e rimanda al concetto biblico di misericordia. Nella teologia cattolica il Signore Gesù è il compimento della misericordia divina, nel suo farsi carne per la redenzione del mondo e Maria, nel suo accoglierlo nell'Annunciazione e nella sua funzione di intercessione, ne è stata e ne è costantemente la madre.